# Tatung–Csinhuangtao-vasútvonal

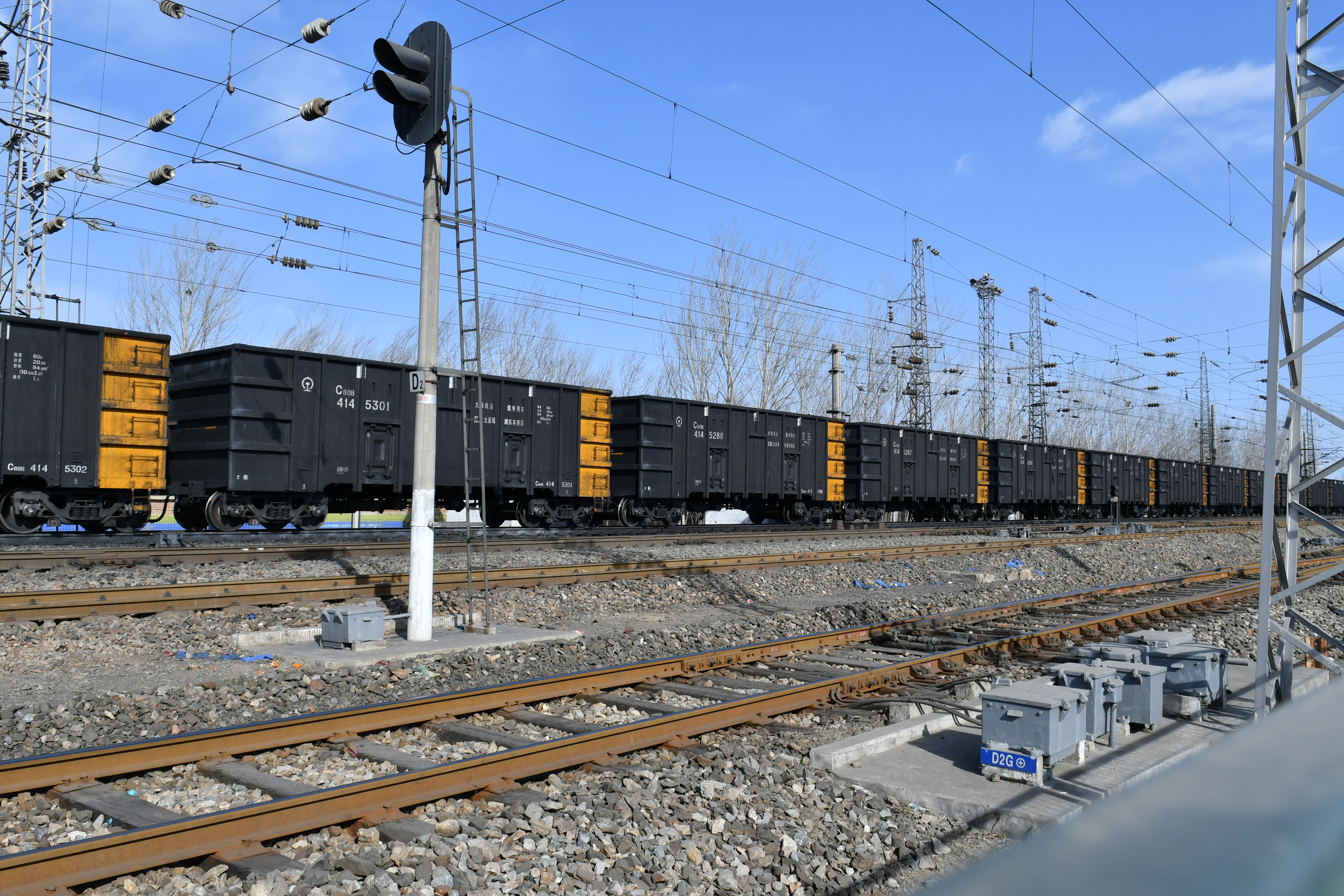
Szénszállító kocsik

A Tatung–Csinhuangtao-vasútvonal egy 653 km hosszú villamosított, kétvágányú, normál nyomtávolságú vasútvonal Kínában Tatung és Csinhuangtao között. Csinhuangtao Kína legnagyobb szén átrakó tengeri kikötője, ahonnan több ázsiai országba is szállítanak szenet hajókon. A vonal ismert még mint Daqin Railway (egyszerűsített kínai írással: 大秦铁路; tradicionális kínai írással: 大秦鐵路; pinjin: dàqín tiělù) és Daqin Line (egyszerűsített kínai írással: 大秦线; tradicionális kínai írással: 大秦線; pinjin: dàqín xiàn) is, melyet a két végállomás kezdőbetűinek összevonásából alkottak.
A vonalon csak szénszállítás zajlik a bányákból a kikötőbe. Ez Kína és a világ legnagyobb teljesítményű vasútvonala. A vasútvonal tervezésekkor évi 100 millió tonna szén elszállítása volt a cél, azonban ezt fokozatosan növelték, így jelenleg több mint évi 400 millió tonna szenet szállítanak itt. Ezt nagyobb kapacitású vagonokkal, erősebb mozdonyokkal, nagyobb sebességgel, hosszabb vonatokkal, központi forgalomirányítással érték el. Az itt közlekedő vonatok 20 ezer tonnásak, mely a legnagyobb a világon. A vasút átépítésekkor 75 kg/méter tömegű síneket alkalmaztak (Magyarországon fővonalakba 54 kg/méter tömegű sínszálakat építenek be).
A vonalon 2006 óta a China Railways HXD1 és a China Railways HXD2 sorozatú villamosmozdonyok dolgoznak, 9,6 és 10 MW teljesítménnyel, felváltva a korábbi China Railways DJ1 sorozatot.
A vonat egyik lehetséges összeállítása: egy db kétszekciós mozdony + 102 db szénszállító vagon egyenként 80 tonna szénnel + egy db kétszekciós mozdony + további 102 db vagon.

## A vonalon elszállított szénmennyiség
| Év   | Elszállított szénmennyiség (tonnában) |
| ---- | ------------------------------------- |
| ...  |                                       |
| 1995 | 20 millió                             |
| ...  |                                       |
| 2000 | 60,52 millió                          |
| ...  |                                       |
| 2002 | 100 millió                            |
| 2003 | 120 millió                            |
| 2004 | 153 millió                            |
| 2005 | 203 millió                            |
| 2006 | 250 millió                            |
| 2007 | 300 millió                            |
| 2008 | 340 millió                            |
| 2009 | 330 millió                            |
| 2010 | 401 millió                            |
| 2011 | 440 millió                            |
| ...  |                                       |
| 2018 | 451 millió                            |
| ...  |                                       |
| 2021 | 420 millió                            |